# 1,4-二溴丁-2-烯
1,4-二溴丁-2-烯是一种有机化合物，化学式为C4H6Br2，它存在一对顺反异构体。它可由1,3-丁二烯和溴反应制得。顺式的异构体可由(Z)-2-丁烯-1,4-二醇、三苯基膦和溴反应制得。它和丙二酸二乙酯在碱存在下反应，可以得到2-乙烯基环丙烷-1,1-二甲酸二乙酯。